# Afta

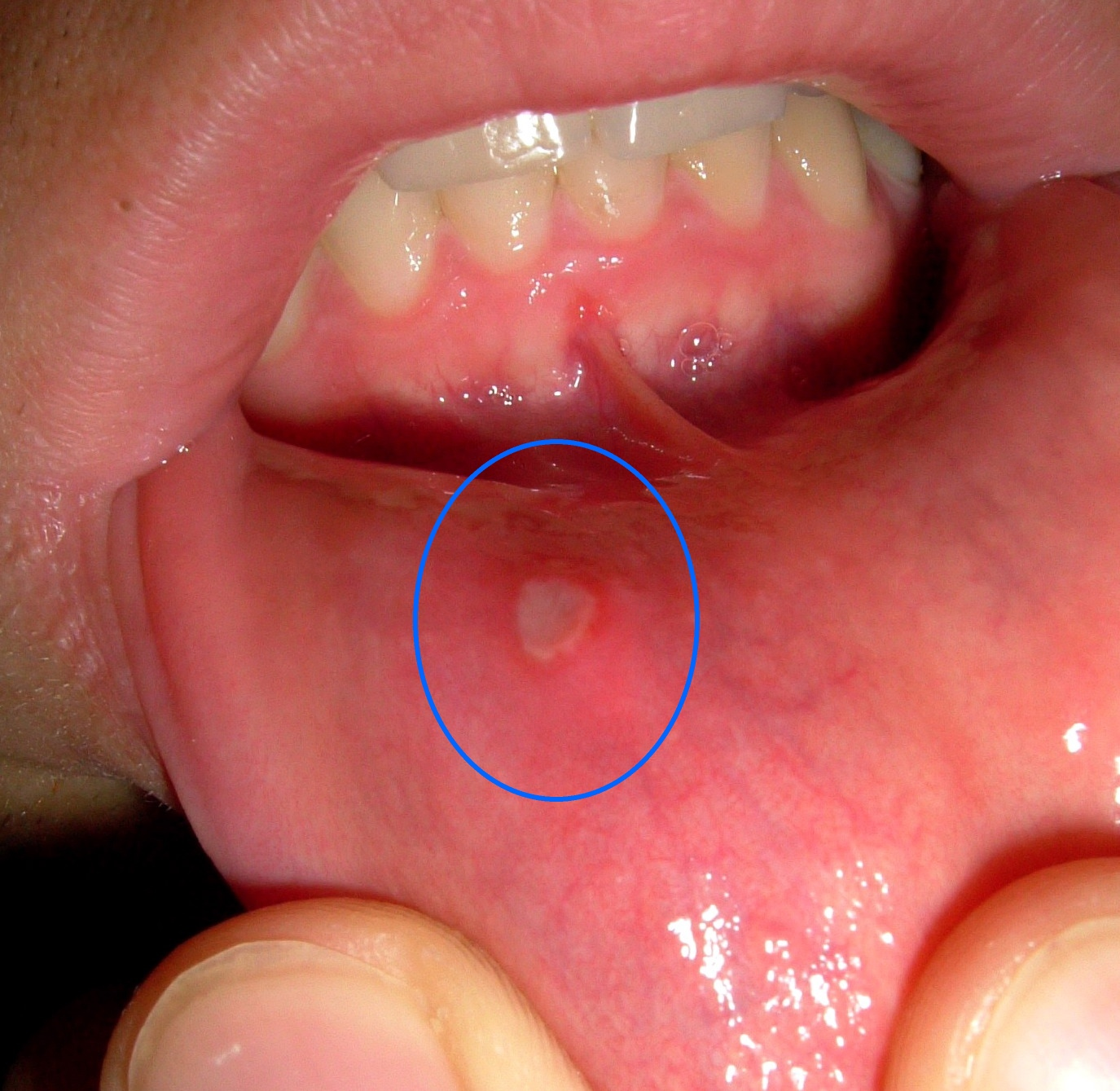
Afta na spodním rtu

Afta (z řec. άφθη afté, latinizovaně aphtha, aphthae) je oválná bělavá nebo žlutobílá léze (eroze) na sliznicích vzniklá prasknutím puchýře (vezikulu). Povrch afty je tvořen fibrinovou masou s neutrofilními granulocyty. Jedná se vlastně o mělký vřídek. Afty jsou vždy bolestivé, mohou krvácet nebo mohou být kontaminovány bakteriemi. Afty se tvoří nejčastěji na sliznici dutiny ústní, dále pak na sliznicích genitálií. U lidí vznikají afty při infekcích herpesviry či Coxsackie viry. U zvířat jsou afty příznakem vysoce nakažlivých chorob, jako je slintavka a kulhavka či vezikulární choroba prasat.